# Surinaamse parlementsverkiezingen 2020/Kandidatenlijst/SDU
Dit is de lijst van kandidaten voor de Surinaamse parlementsverkiezingen in 2020 van de SDU. De verkiezingen vonden plaats op 25 mei 2020. De landelijke partijleider is Celsius Waterberg.
De onderstaande deelnemers kandideren op grond van het districten-evenredigheidsstelsel voor een zetel in De Nationale Assemblée. Elk district heeft een eigen lijsttrekker. Los van deze lijst vinden tegelijkertijd de verkiezingen van de ressortraden plaats. Daarvoor geldt het personenmeerderheidsstelsel. De kandidaten voor de ressortraden staan hieronder niet genoemd.

## Lijsten
Hieronder volgen de kandidatenlijsten op alfabetische volgorde per district.

### Paramaribo
1. Celsius Waterberg
2. Nathalia Roemer
3. Regillio Pinas
4. Marscha van der Bok
5. Kalisda Pinas
6. Fabienne Cruden
7. Ivona Huisraad
8. Esther Ewijk
9. Yolanda Kerkhout
10. Muriel Benanoe
11. Irish Waterberg
12. Susan Nasibdar
13. Melanta Pinas
14. Cedric Lafanti
15. Chenifa Moidin

### Sipaliwini
1. Orpheo Adjako
2. Sjieka Boomdijk
3. Fabian Pansa
4. Eldrieth Paulus

### Wanica
1. Gwendelien Rattan
2. Bernice Sontowinggolo
3. Ines Sakko
4. Saverio Landveld
5. Judith Andro
6. Olivia Prieka

Kandidaten per partij: A20 · 
ABOP · 
BEP · 
DA'91 · 
DNW · 
DOE · 
HVB · 
NDP · 
NPS · 
PALU · 
PL · 
PRO/APS · 
SDU · 
SPA · 
STREI! · 
VHP · 
VVD
Kandidaten per district: Brokopondo · 
Commewijne · 
Coronie · 
Marowijne · 
Nickerie · 
Para · 
Paramaribo · 
Saramacca · 
Sipaliwini · 
Wanica